# Robiquetia transversisaccata
Robiquetia transversisaccata är en orkidéart som först beskrevs av Oakes Ames och Charles Schweinfurth, och fick sitt nu gällande namn av Jeffrey James Wood. Robiquetia transversisaccata ingår i släktet Robiquetia och familjen orkidéer. Inga underarter finns listade i Catalogue of Life.